# Група 220
Група 220 је био рок бенд из Загреба, основан 1966 . Бенд је настао спајањем два претходна загребачка бенда: Ехос и Јутарње звезде . Из Ехоса новом бенду су се придружили гитариста и певач Војко Саболовић и бубњар Ранко Бален, а из Јутарњих звезда певач и гитариста Драго Млинарец, који такође свира усну хармонику, и басиста Војислав "Мишо" Таталовић.  Први наступ одржали су 15. октобра 1966. године у сали МЗ Пољане-Врбик, која је убрзо постала култно место (најбољи загребачки клуб 1960-их), и тако започела каријера једног од кључних рок бендова. музика у бившој Југославији .  Средином децембра снимају композицију "Осмијех", коју је Млинарец компоновао још у Јутарњим звездама . Композиција је одмах по објављивању постала велики хит и постала прво ауторско дело домаће рок сцене.

## Историја
У Загребу је 1960-их било врло мало дворана погодних за одржавање плесних вечери (популарних чагаша) и бројни тадашњи бендови борили су се за право наступа. Пошто је 1966. године управо завршена потпуно нова и за тадашње прилике веома модерна зграда Месне заједнице Пољане-Врбик (изграђена месним самодоприносом), логично је било да се она преда месном саставу. Новоформирана Група 220 је на неки начин била наставак комшијске композиције Јутарњих звезда. Врба, како су је млади звали у шатору, убрзо је постала скоро тесна да прими све оне који су желели да уђу у њу на плес, што је за данашње стандарде трајало врло кратко и ограничено, само од 20 до 22 сата, и то само суботом. и недељом. У почетку је расплесану публику забављала искључиво Група 220, а касније су им дошли бројни познати гости; Камелеони (Копар), Динамити (Осијек) и бројни солисти. Оригинална и најпопуларнија постава била је: Драго Млинарец (вокал, хармоника, гитара), Војко Саболовић (гитара, вокал), Ранко Бален (бубњеви) и Војислав "Мишо" Таталовић (бас гитара).

### 1960-е
Средином децембра снимају композицију Драге Млинарца "Осмијех", коју је компоновао док је био члан Јутарњих звезда. Композиција је убрзо постала велики хит и прво ауторско дело домаће рок музике . Популарност изазива интересовање издавачке куће "Југотон" и 1967. године издају свој први ЕП - такође моно. На њему су још две Млинарчеве композиције: „Увек кад сам сам“, „Град“ и обрада полке „Вечер на Роблеку“. Плоча се продаје у тиражу од 50.000 примерака, а састав Групе 220 постаје један од најпопуларнијих на простору бивше Југославије . Веома необичног изгледа са дугом косом и шареним кошуљама, они су први представници цветне генерације која је у то време уживала велику популарност у свету. Уместо улазница за концерт на Врбику, посетиоцима је речено да купују цвет у оближњој цвећари. Учествују на Фестивалу шансоне у Загребу са композицијама "Кошуља с цвијећем" Стипице Калођере и "Заборави што сам ти рекао" Алфија Кабиља . У јесен 1967. године, редитељ Фадил Хаџић користи композицију "Град" за филм "Протест", а за следећи Хаџићев филм "Три сата за љубав", снимљен 1968. године, Млинарец је написао музику и у филму се појавила Група 220 . Следећи сингл изашао је са четири Млинарчеве композиције са којима се није превише трудио да постигне успех хита „Осмех“. У синглу је и композиција Алфија Кабиља „То веј и врапци фућкају“. Након тога учествују на фестивалу "Загреб '68." са композицијом Ивице Крајача "Где све иде?" и не добијају никакву награду. У мају 1968. бенду се придружио клавијатуриста и флаутиста Бранимир "Бране Ламберт" Живковић, који је са Млинарцем свирао у Јутарњим звездама .  У лето исте године сарађују са Арсеном Дедићем и наступају у Сплиту са његовом композицијом „Разговарам са морем“. На сцени су изашли заједно са Дедићем, који је заједно са Млинарцем певао и свирао флауту, али опет пролазе без награде. Након тога, са Млинарчевом композицијом „Пролази јесен” (настала под утицајем тада популарног психоделичног рока) и Саболовићевом „Плави свијет” (главни вокал Војко Саболовић), учествовали су у Загребу на првом фестивалу забавне музике одржаном 3. септембра 1968 .
Новембра 1968. објавили су свој први ЛП, Наши дани, који је био прво ауторско издање тог формата у бившој Југославији.  Албум су снимили уочи Млинарчевог одласка у Ријеку на одслужење војног рока у новембру 1968. године. На плочи је дванаест композиција, од којих три потписује Војко Саболовић, једну заједно компонују Млинарец и Живковић, а остале потписује сам Млинарец. Саболовић се бавио лаким љубавним темама, док је Млинарец радио на сложенијим формама, што је било у складу са временом. Албум је изашао док је Млинарец био у ЈНА и тада је дошло до првих несугласица међу члановима бенда. Наиме, током служења војног рока, Млинарец је донео одлуку да се по повратку професионално посвети музици, али и да покуша да избегне све негативне предзнаке које носи његова популарност. У то време Група 220 је полако почела да се разилази. 

### 1970-е
По повратку из ЈНА, Млинарец снима демо снимке нових композиција, али не наилази на уши дискографских кућа да их издају. Након тога је неко време наступао са бендом „Наутилус“ који су чинили и гитариста, клавијатуриста и певач Ведран Божић (био у бендовима „Грешници“, „Роботи“, „Бумеранг“ и „Тајм“), Бранимир „Бран Ламберт“. Живковић, басиста Рајмонд Руић (био у бенду „ Роботи“) и бубњар Ратко Дивјак (био у бендовима „Динамити“ и „ Тајм “). Потом је основао бенд "Џет Скорпион" у којем су Војислав "Мишо" Таталовић и бивши чланови групе "Ад Бенд": гитариста Дарко Шонц, клавијатуриста и певач Хрвоје "Харма" Марјановић и бубњар Раде Беговић . Свирали су углавном на игранкама и изводили Млинарчев нови материјал. На захтев публике променили су назив у Група 220, под којим су радили до јануара 1971 .
Након двомесечне паузе, Млинарец покреће нову поставу чланова бенда са новим и до сада непознатим младим музичарима: Душком Журићем (клавијатуре, гитара), Ненадом Зубаком (бас гитара, вокал), Иваном "Пико" Станчићем (бубњеви, вокал) а понекад је са њима радио и Бранимир „Бран Ламберт“ Живковић, који је у то време био део „ Тајма“. Са њима је кратко свирао и гитариста Дарко Шонц, али је убрзо одустао. Група објављује синглове "Повратак" и "Прва љубав", који им враћају стару популарност. На фестивалу "Загреб '71." увече, када се представљају рок бендови, изводе композицију "Постмортем дедикатион", појачану звуком виолончела. Након тога снимају следећи сингл који укључује песме „Збогом, вештице“ и „Сивило перона“. Убрзо је бенд напустио Душко Журић, а на његово мјесто дошао је гитариста и певач Хусеин "Хус" Хасанефендић . Поред њих, у тој групи су били и Хрвоје „Харма“ Марјановић (касније и у обновљеној верзији „Златни акорди“) и Тихомир „Тини“ Варга, који је свирао гитару и удараљке и певао. Он и Харма су средином 1980-их основали бенд "Мунгос".
Током лета Група 220 учествује са другим бендовима на турнеји по Јадрану. На концертима у Југославији као уводна група наступају Мармеладе, Статус Кво и Мунго Џери. Временом је композиција почела да се окреће чвршћем звуку и ритму, што није одговарало амбицијама Драге Млинарца. Током снимања њиховог следећег албума А ти се не дај (Југотон, - 1971), одлучено је да албум буде објављен као Млинарчев првенац, што је уједно била и најава његове успешне соло каријере. Нови члан групе је гитариста Дарко Вид, који у групи остаје до средине 1972 .
Почетком те године, 1972. године, снимили су свој први сингл без Драге Млинарца, који је укључивао Хусову композицију "Киши и мало је хлодо". Бенд је наступио на фестивалу "БУМ Поп Фест '72", који је одржан 20. и 21. априла 1972. у Љубљани, и извео песму "Поп Сингер", која је касније снимљена на двоструком концертном албуму са тог фестивала. Са њима је тада наступао клавијатуриста и певач Младен Крајник, који је у бенду остао до средине 1973. године. У то време група добија статус интегрисане и репродуктивне композиције која своје композиције заснива на хитовима Ролингстонса и Статус Куо.
Године 1974. бенду се као нови члан придружио гитариста и певач Јурица „Јура“ Пађен (бивши члан „Спецтрума“ и „Хобоа“). Исте године свирају на фестивалу "БУМ '74" у Љубљани 10. и 11. маја у дворани Тиволи, а концертна верзија композиције "Друм Ман" коју су тада извели објављена је на дуплом ЛП-у са тог концерт. Године 1975. издају свој следећи албум Слике, што је у односу на њихову концертну експлозивност било мало разочарење. Део те атмосфере забележен је у композицијама „Човјек-бубањ” и „Марија”. У једној песми као гостујући вокал наступа Јанез Бончина, на неким песмама гитару свира Давор Родик, а песму „Друм Мен“ отпевао је Иван „Пико“ Станчић. Након "БУМ '75" фестивала у Загребу, бенду се придружује нови певач - Аки Рахимовски (бивши члан бенда "Тор"), који по потреби свира и клавијатуре. Затим наступају на београдској „Хит паради” где изводе Хусове композиције које ће се касније појавити на њиховом најновијем синглу. Октобра 1975. групу напуштају Зубак и Станчић, који се придружују „Тајму“ и тада група престаје са радом. Остали чланови бенда, уз басисту Златка Миксића Фуму и бубњара Срећка Антонијолија (из "Златног акорда"), заједно са менаџером Владимиром Михаљеком Михом, основали су бенд "Парни ваљак".
Двадесет година од оснивања Групе 220 обележено је 21. фебруара 1987. године концертом у Врбику, а том приликом је објављен компилацијски албум Оригинали 67/68 (Југотон, - 1987) који садржи највеће хитове из времена када су били још са њима певали и свирали Драго Млинарец и Војко Саболовић.

## Чланови
- Драго Млинарец - вокал, хармоника, гитара, флаута (1966 – 1968), / (1970 – 1971) )
- Иван "Пико" Станчић - бубњеви, вокал (1971 - 1975)
- Хусеин "Хус" Хасанефендић - гитара, вокал (1971 - 1975)
- Јурица "Јура" Пађен - гитара, вокал (1974 - 1975)
- Аки Рахимовски - вокал, клавијатуре (1975)

## Дискографија

### ЕП
- 1967: Осмијех (Југотон)
- 1967: Кад бих био Петар Пан (Југотон)

### Синглови
- 1968: „Пролази јесен“ (Југотон)
- 1971: "Прва љубав" (Југотон)
- 1971: "Довиђења, вјештице" (Југотон)
- 1972: „Киши и мало је хладно“ (Југотон)
- 1975: "Балада о дјевојци са села" (ПГП-РТБ)

### Албуми
- 1968: Наши дани (Југотон)
- 1975: Слике (Сузи)